# Українсько-лівійські відносини

## Історичний дискурс
Співробітництво між Україною та Лівією бере свій початок з часів колишнього СРСР, коли українські спеціалісти у складі радянських делегацій брали участь у розбудові лівійської економіки, а тисячі лівійських студентів отримали вищу освіту у вищих навчальних закладах України. Окремо варто згадати участь українських підприємств у розбудові військово-технічного комплексу Лівії. 

## Особливості сучасної політичної та безпекової ситуації в Лівії
Після повалення у 2011 р. режиму Муаммара Каддафі у Лівії триває збройний конфлікт. Конфлікт загострився влітку 2014 р., коли новообраний парламент – Палата представників [Архівовано 4 травня 2020 у Wayback Machine.]  була змушена переїхати з м.Триполі до м.Тобрук, а легітимний на той час Тимчасовий уряд – до м.Бейда. Станом на  2020 р. у Лівії функціонує два уряди: 1) визнаний міжнародною спільнотою Уряд національної згоди на чолі з Фаєзом Ас-Сарраджем; 2) невизнаний Тимчасовий уряд Лівії на чолі з Абдаллою Тинні (м.Бейда).
Важливу роль у політичному житті Лівії відіграє командуючий Лівійською національною армією фельдмаршал Халіфа Хафтар, який претендує на роль військового правителя Лівії.
4 квітня 2019 р. у західній Лівії розпочалася військова кампанія Лівійської національної армії проти Уряду національної згоди.

## Українсько-лівійські політичні відносини та їх договірно-правова база
24 грудня 1991 року Лівія визнала Україну. 17 березня 1992 року - встановлено дипломатичні відносини.
Посольство Лівії в Україні [Архівовано 19 січня 2020 у Wayback Machine.] функціонує з 1993 р., Посольство України в Лівії - з 1999 р. Через безпекову ситуацію у Лівії в лютому 2015 р. Посольство евакуйовано до Тунісу. 
Важливі політичні контакти між Києвом та Триполі:
2003 — державний візит до Лівії Президента України. 
2004 — візит в Україну Секретаря Вищого народного комітету (Прем’єр-міністра) Лівії.
2005 — візит в Україну заступника Секретаря Вищого народного комітету (віце-прем’єр-міністра) Лівії.
2008 — офіційний візит до Лівії Президента України.
2008 — державний візит в Україну Лідера лівійської революції М.Каддафі.
2009 — два офіційні візити до Лівії Прем’єр-міністра України.
2009 — 4-те засідання Міжурядової українсько-лівійської двосторонньої комісії з питань співробітництва в м.Києві (на рівні глав урядів).
2010 — зустріч Міністра закордонних справ України з Секретарем Головного народного комітету (міністром) зовнішніх зв’язків та міжнародного співробітництва Лівії в рамках загальнополітичних дебатів 65-ї сесії Генеральної Асамблеї ООН у Нью-Йорку.
2010 — офіційний візит Прем’єр-міністра України до Лівії з нагоди проведення 5-го спільного засідання Міжурядової українсько-лівійської двосторонньої комісії з питань співробітництва. 
2011 — зустріч Президента України з Головою Національної перехідної ради Лівії у рамках Зустрічі високого рівня щодо Лівії у ході 66-ї сесії ГА ООН в Нью-Йорку.
2012 і 2013 — зустрічі Міністрів закордонних справ у рамках сесій ГА ООН у Нью-Йорку.  
2013 — робочий візит до Лівії Віце-прем’єр-міністра України.
11 жовтня 2015 — телефонна розмова Міністра закордонних справ України з Міністром закордонних справ Держави Лівія.
10 грудня 2018 — українсько-лівійські консульські консультації [Архівовано 3 травня 2021 у Wayback Machine.] (м.Київ).
23 квітня 2020 — телефонна розмова Міністра закордонних справ України з Міністром закордонних справ Держави Лівія.
Підтримка територіальної цілісності України в ООН
Делегація Лівії проголосувала за резолюцію ГА ООН «Територіальна цілісність України» 27 березня 2014 р.
Позиція Лівії під час голосування у 2018 та у 2019 рр. у рамках ГА ООН щодо таких проєктів резолюцій:
-        "Ситуація з правами людини в Автономній Республіці Крим та місті Севастополь (Україна)" – утрималася (у 2018 р. – утрималася);
-       «Проблема мілітаризації Автономної Республіки Крим та м. Севастополь (Україна), а також частин Чорного і Азовського морів» - утрималася (у 2018 р. – не брала участі у голосуванні).
У вересні 2019 р. Лівія утрималася під час голосування з питання включення пункту «Ситуація на тимчасово окупованих територіях України» до порядку денного 74-ї сесії ГА ООН.
Договірно-правова база
Кількість чинних двосторонніх документів: 34 документа (конвенції, угоди, меморандуми), більшість з яких має економічний характер.
Ключові документи: Угода про торговельно-економічне співробітництво, Угода про сприяння та взаємний захист інвестицій, Угода про військово-технічне співробітництво, Угода про взаємне визнання документів про освіту і наукові ступені, Угода про співробітництво у сфері науки і технологій, Угода про співробітництво у сфері праці та працевлаштування, Консульська конвенція.

## Торговельно-економічне співробітництво
У 2018 р. український експорт до Лівії збільшився на 45% у порівнянні з аналогічним періодом 2017 р. і склав майже 291 млн дол. США (зернові культури - 80%, чорні метали - 15%).
Торгівля товарами та послугами у 2019 р. між Україною та Лівією становила 324,53 млн дол. США.
Двосторонній товарообіг у 2019 р. становив 320,0 млн дол. США (український експорт зменшився на 8,1 % у порівнянні з 2018 р. і склав 316,9 млн дол. США, імпорт з Лівії склав 3,1 млн дол. США).
Двостороння торгівля послугами у 2019 р. становила 4,53 млн дол. США, з яких український експорт склав 4,32 млн дол. США (+139,7%), імпорт з Лівії – 0,21 млн дол. США (+30,2%).
Двосторонній товарообіг у січні 2020 р. складався виключно із українського експорту і становив 21,5 млн дол. США.

## Культурно-гуманітарне співробітництво між Україною та Лівією
За інформацією Міносвіти  України, станом на 2019-2020 навчальний рік в Україні навчалося 742 лівійських студенти. У 2019 р. Посольством України у Тунісі було оформлено 224 візи для навчання в Україні, у 2018 р. - 321 віза, у 2017 р. - 270 віз. Лівійським хворим у 2019 р. було видано 1152 віз  (1079 віз у 2018 р.; у 2017 р. – 963 візи).
Організована українська діаспора у Лівії відсутня.
У Лівії працюють за приватними контрактами близько 1000 громадян України. Майже усі з них задіяні у медичній сфері.

## Див.також
- Посольство України в Лівії
- Міністерство закордонних справ України
- Державна служба статистики України